# Qonggyai
| Tibetische Bezeichnung                       |
| -------------------------------------------- |
| Tibetische Schrift: འཕྱོངས་རྒྱས་རྫོང               |
| Wylie-Transliteration: ’phyongs rgyas rdzong |
| Offizielle Transkription der VRCh: Qonggyai  |
| THDL-Transkription: Chonggyé                 |
| Andere Schreibweisen: Chonggye               |
| Chinesische Bezeichnung                      |
| Traditionell: 瓊結縣                         |
| Vereinfacht: 琼结县                          |
| Pinyin:Qióngjié Xiàn                         |

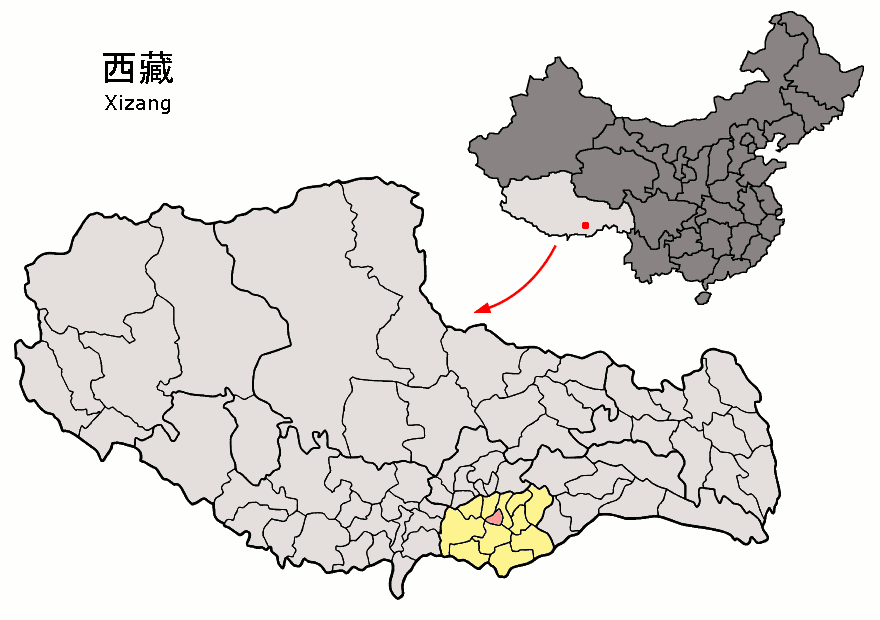
Lage des Kreises Qonggyai (rosa) im Regierungsbezirk Shannan (gelb) im Autonomen Gebiet Tibet

Qonggyai (tibetisch: འཕྱོངས་རྒྱས་རྫོང, Umschrift nach Wylie: ’phyongs rgyas rdzong; auch Chonggye Dzong) ist ein Kreis im Regierungsbezirk Shannan im Autonomen Gebiet Tibet der Volksrepublik China. Er hat eine Fläche von 1.046 Quadratkilometern und 15.199 Einwohner (Stand: Zensus 2020). Nach der Volkszählung von 1990 betrug die Einwohnerzahl 15.636, davon waren 15.544 Tibeter und 80 Han-Chinesen. (Volkszählung von 2000: 17.031 Einwohner.)
In Qonggyai befinden sich neben dem Chenye-Kloster die Gräber tibetischer Könige.

## Administrative Gliederung
Auf Gemeindeebene setzt sich der Kreis aus einer Großgemeinde und drei Gemeinden zusammen. Diese sind:
- Großgemeinde Qonggyai (琼结镇);
- Gemeinde Gyaimain (加麻乡);
- Gemeinde Xarsü (下水乡);
- Gemeinde Lhayü (拉玉乡).